# 克勞蒂亞·皮納
克勞蒂亞·皮納·梅蒂納（西班牙語：Clàudia Pina Medina，西班牙語發音：[ˈklawðja ˈpina]，2001年8月12日—）是西班牙職業女子足球運動員，司職前鋒，現效力西班牙女子足球甲級聯賽球隊巴塞隆納和西班牙國家女子足球隊。她曾代表西班牙U17國家隊參加2018年U17女子世界盃獲得冠軍。
皮納出身於皇家西班牙人和巴塞隆納的青訓隊，後來從巴塞隆納B隊一路晉升至巴塞隆納一隊。在她效力巴塞隆納期間曾獲得2次歐冠冠軍、4次西甲冠軍、3次西班牙女王盃冠軍以及4次西班牙女子超級盃冠軍。皮納曾是西班牙U17、U19、U20國家隊的一員，她在2018年參加國際足協U20女子世界盃打進一球，最終隊伍以1比3不敵日本獲得亞軍；同年11月，她參加國際足協U17女子世界盃攻進7顆進球，並在決賽上演梅開二度幫助隊伍奪得冠軍，個人獲得金球獎和銀靴獎。

## 外部連結
- 克勞蒂亞·皮納－UEFA國際賽競賽紀錄
- 克勞蒂亞·皮納 （页面存档备份，存于）在巴塞隆納女子足球俱樂部
- 克勞蒂亞·皮納 （页面存档备份，存于）在BDFutbol
- 克勞蒂亞·皮納在ESPN FC中的档案
- Soccerway資料庫：克勞蒂亞·皮納